# Aphonopelma joshua
Aphonopelma joshua es una especie de araña migalomorfa del género Aphonopelma, familia Theraphosidae. Fue descrita científicamente por Prentice en 1997.
Habita en los Estados Unidos. El holotipo masculino mide 23,80 mm y el paratipo femenino 28,0 mm.